# Дом-музей князя Л. С. Голицына в Новом Свете
Дом-музей князя Л. С. Голицына в Новом Свете (Большой дом) — музей истории виноделия и виноградарства в Крыму и его основателя князя Л. С. Голицына, расположенный в здании его усадьбы в посёлке Новый Свет. Был открыт в 1978 году при Заводе шампанских вин (ныне Завод шампанских вин «Новый Свет»).
В Российской Федерации, контролирующей спорную территорию Крыма здание музея — объект культурного наследия регионального значения, на Украине — памятник культурного наследия местного значения.

## История
Деятельность князя Л. С. Голицына оставила большой след в истории и культуре Крыма. С ним связано начало промышленного виноделия в Крыму и на Северном Кавказе во второй половине XIX века. Одним из центров производства шампанских вин стало имение «Новый Свет», купленное в 1878 году, где князь построил винные подвалы и завод. В Новом Свете владелец, персонал и гости в первые годы жили в «Башнях», архитектура которых навеяна Генуэзской крепостью. Для себя и семьи позднее Голицын возвёл по собственному проекту «Большой дом», который расположен ближе к виноградникам, левее «Башен» и выше по склону. «Большой дом» был закончен к 1880 году. Это было современное, комфортабельное для условий юга жилье, не сравнимое, однако, по роскоши с дворцами Южного берега Крыма, которые строила в то время знать. Левую часть дома занимал сам князь, а в трёх комнатах правого крыла располагались помещения членов семьи.
В 1912 году в поместье побывал российский император Николай II со свитой. В разные годы его посетили и оставили записи в гостевой книге граф П. К. Бенкендорф, князя В. Н. Орлов, поэт М. А. Волошин, писатель А. Н. Толстой.
Бытует мнение, что оперный певец Ф. И. Шаляпин после посещения завода и усадьбы дал импровизированный концерт в гроте Голицына, который теперь чаще называют Шаляпинским, однако документальные свидетельства его пребывания в Крыму в 1916 году есть только для курорта Суук-Су В. И. Березина и О. М. Соловьёвой в Гурзуфе.

В январе 1918 года власть в Крыму перешла к Социалистической советской республике Тавриды. Началась волна национализации помещичьих имений, что в условиях анархии свелось к грабежам. Эта участь постигла и «Новый Свет». Голицыным была собрана обширная библиотека и большая коллекция предметов искусства. Значительная часть коллекций была утрачена из-за грабежей имения. После череды правительств с 16 ноября 1920 года в Крыму окончательно победила советская власть. 1 декабря 1920 Приказом № 2 Революционного Комитета вышел декрет о изъятии из частного владения как разных ведомств, так и частных лиц, всех имений Южного Берега Крыма от Судака до Севастополя включительно. Они брались на учёт Управлением южнобережных советских хозяйств Крыма, которое ввело в них управление на основе «Положения о Советских Хозяйствах».

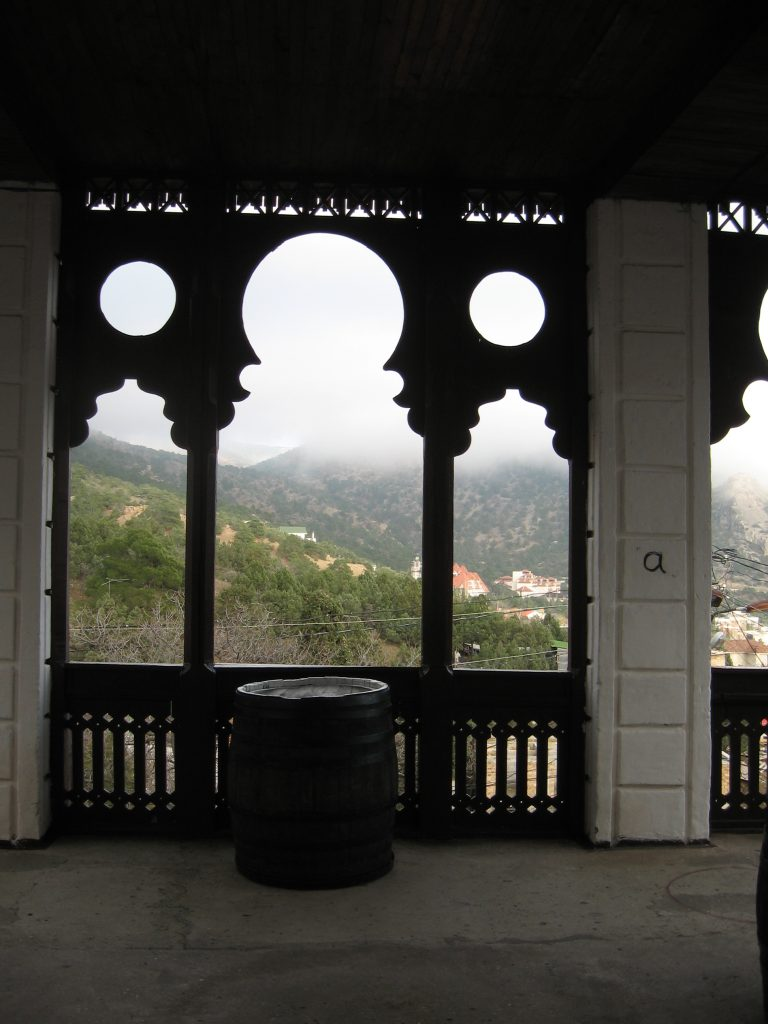
Архитектурные элементы террасы выполнены в мавританском стиле

8 сентября 1978 года, к 100-летию создания завода, в здании поместья был открыт музей виноградарства и виноделия и дегустационный зал завода шампанских вин в подвале, которые работают до настоящего времени.

## Архитектура поместья
Поместье представляет собой одноэтажное каменное здание с обширным подвалом, прямоугольное в плане, по внешнем размерам длина здания 34 метра, ширина 10,5 метров. Из-за перепада рельефа здание стоит на высоком цоколе, с северо-востока и юго-востока почти по высоте этажа и снизу выглядит многоэтажным. Планировка смешанная — анфилады и коридоры с односторонним расположением комнат. Внешне сооружение выглядит достаточно эклектично, элементы мавританского стиля смешаны с элементами классицизма. В доме устроена широкая наружная каменная лестница, которая ведёт к главному входу дома и веранде, обвивая здание с трёх сторон лестничными маршами.
Цокольный этаж нежилой, вход расположен со стороны главного фасада под верандой. Первый этаж занимали жилые помещения. Главный, северо-восточный фасад имеет в центре доминанту в виде открытой веранды на подиуме, увенчанном квадратной башней под куполом, ныне утраченным. Аркада по периметру прямоугольной веранды составлена из  подковообразных арок с фестонами — популярного элемента архитектуре Магриба. Оформление фасадов лаконичное, плоскую поверхность стен оживляют выполненные в камне сандрики, рустованные углы дома и каменные пилоны. Башня с открытой верандой и увенчанная куполом придавала акцент и выразительность всему зданию, которое возвышалось над всем посёлком. Полностью сохранился большой подвал общей площадью 315,5 метра. Арочные своды имеют высоту не менее 6 метров. В стенах подвала в два яруса были встроены специальные ниши — казы. В них выдерживались бутылки с коллекционными винами. Для просушки и окуривания подвала был построен камин с прямым английским и специальным коленчатым дымоходами.

## Основная экспозиция
Экспозиция музея размещена в семи залах, её фонды насчитывают 413 экспоната. Среди наиболее ценных выделяется чугунный бюст императора Александра I, заказанный для Казенного училища виноделия в Судаке, археологические находки, связанные с виноделием, кубок для вина из розового хрусталя, подарок Голицыну в 1903 году от московских виноделов, части чайного сервиза 1896 года с ручной росписью по эмали, мебель и рояль XIX века, подлинные медали, которыми награждались вина Голицына на международных выставках и дегустациях.
В залах дома-музея представлены материалы биографии Л. С. Голицина, история античного виноделия, истории организации винодельческих предприятий в Крыму, награды и дипломы завоёванные продукцией «Нового света» на международных выставках, старинная реклама вин, фотографии конца XIX — начала XX века. Музей также выкупает и получает в дар от меценатов не только предметы старины, но и подлинные вещи князя Голицына, разбросанные в исторических перипетиях по всей Европе.

В 2015 году музей смог получить несколько копий полотен из изъятой в 1920-е коллекции князя, оригиналы которых в настоящее время хранятся в экспозиции Севастопольского художественного музея имени М. П. Крошицкого. Собрание пополнили 10 репродукций картин коллекции, среди которых «Окуни» Питера де Пюттера, «Рыбы и омар» трех художников — Ормеа Виллема, Адама Виллартса, Франсуа Рейкхалса, «Застольная молитва» Моленара Ян Минсе, «Суд Соломона» фламандца Франса Франкена, две копии крупного мастера фламандской живописи Давида Тенирса Младшего, а также «Натюрморт» созданный художником Яном Ферденандесом.
Важной частью экспозиции являются коллекционные вина, хранящиеся и демонстрируемые в подвале усадьбы и в главных подвалах завода, где круглый год поддерживается постоянный температурный режим в 10-13 С°. В летнее время посетителям дегустации при длительном нахождении в подвалах необходимо позаботиться о дополнительной одежде.

## Дегустации вин и выставки
Основные экскурсии-дегустации проводятся на территории главных винных подвалов завода шампанских вин «Новый Свет». В подвале музея-усадьбы в связи с ограниченной площадью проводится только один винный тур «Экскурс в прошлое» и экскурсии для специальных гостей завода.
Музей также проводит выставки из фондов музеев Крыма и России, вернисажи местных авторов, камерные концерты и литературные чтения по тематике «Крым в мировой литературе и искусстве», «Наше наследие» и другие.